# Васильєв Данило Іванович
Дани́ло Іва́нович Васи́льєв (рос. Данила Иванович Васильев; 28 грудня 1897 — 22 березня 1958) — австралійський художник-модерніст російського походження.
Живопису навчався у Ріо-де-Жанейро в Дмитра Ізмайловича.
Мав вплив на розвиток австралійського живопису.
*Його мати була українкою, батько записаний козаком.